# Aleksandrowo (Ukraina)
Aleksandrowo (ukr. Олександрове, Ołeksandrowe) – wieś na Ukrainie, w obwodzie rówieńskim, w rejonie waraskim, w hromadzie Zariczne. W 2001 liczyła 1005 mieszkańców.
W okresie międzywojennym kolonia znajdowała się w granicach II RP, wchodząc w skład gminy Wiczówka w powiecie pińskim, w województwie poleskim.